# بالک

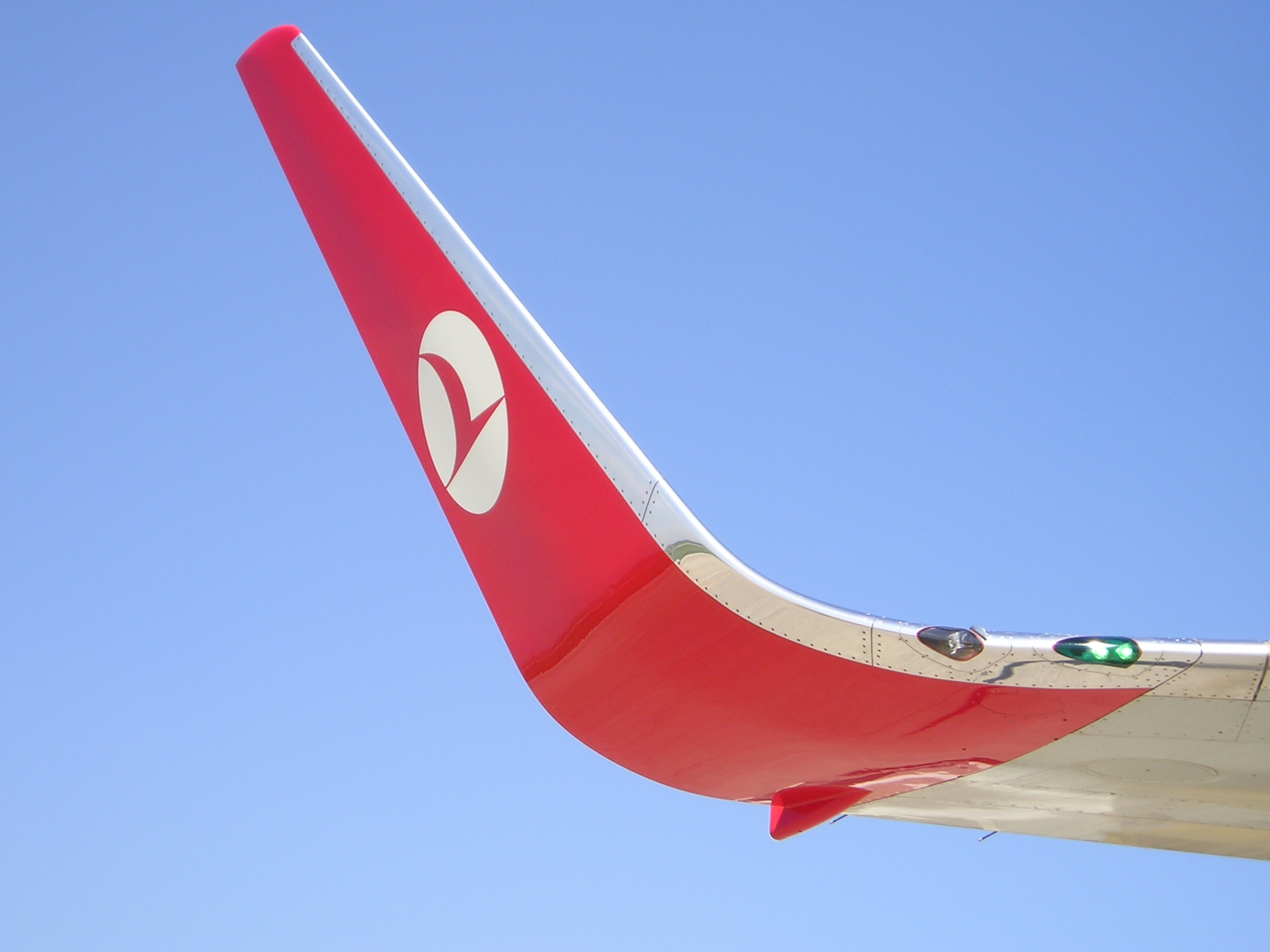
بالک بوئینگ ۷۳۷.

بالَک یا بالچه ابزاری است که در نوک بال‌های هواپیما استفاده می‌شود و این فناوری از بالچه های عقاب سرچشمه می‌گیرد .
بالَک یک سطح عمودی اضافی روی نوک بال است که یک گوشه آن به سمت بالا است و ممکن است زاویه درونی یا بیرونی داشته باشد و در اندازه‌ها و شکل‌های گوناگون برای کارایی‌های متفاوت طراحی می‌شود. این ابزار معمولاً از ۵۰ درصد نوک بال نصب می‌شود زیرا شارش هوا از ۵۰ درصد لبه حمله به سمت لبه فرار منحرف می‌شود و ایجاد عارضه‌ای به نام جریان گردابی یا گردابه می‌کند.
بالَک ها کمک می‌کنند تا میزان «کشش وارده» کاهش پیدا کند. زمانی که هواپیما در حال پرواز است میزان فشار وارده به بالای بال کمتر از میزان فشار وارده به زیر بال‌هاست. در نزدیکی رأس بال‌ها، میزان هوای پُرفشار به مناطق کم‌فشار در بالای بال منتقل می‌شود که درنتیجه باعث گرداب می‌شود. گرداب‌ها جریانی سه بعدی در بال‌ها ایجاد می‌کنند. آن‌ها نه تنها جریان هوا را به سمت بال‌ها می‌کشند بلکه جریان هوا را پس هم می‌زنند که باعث به وجود آمدن کشش وارده می‌شود.
این عارضه در اطراف بال که از زیر بال به سطح کوژی (camber) بالَک برخورد می‌کند یک نیرویی تولید می‌کند که زاویه درونی و کمی رو به جلو دارد شبیه به بادبان قایق بادبانی. این گردابه‌ها باعث ایجاد پسا می‌شود که در نتیجه هواپیما نیاز به نیروی برآی بیشتری پیدا می‌کند. بالَک موجب می‌شود جریان گردابی لبهٔ بال به اندازه قابل توجهی کاهش یابد و بازده بال ثابت، بیشتر شود. بالَک جریان هوای نزدیک نوک بال را اصلاح می‌کند و نیروی پسا را کاهش می‌دهد. همچنین ابزار Wing tip می‌توانند خصوصیات سطوح کنترل را افزایش داده و در نتیجه ایمنی را بالا ببرند. بالک اثر Aspect Ratio را افزایش می‌دهد بدون آنکه Wing span را افزایش دهد زیرا در بعضی مواقع span زیاد باعث عدم عبور هواپیما از درهای آشیانه فرودگاه می‌شود. اما با این وجود در بعضی مواقع افزایش span سودمندترین راه است. بالَک جریان هوایی را که از روی بال عبور می‌کند و نزدیک به نوک بال است، صاف می‌کند و پسا را کاهش می‌دهد. این امر موجب صرفه‌جویی در مصرف سوخت می‌شود. در Glider سرعت حرکت در مسافت را افزایش می‌دهد.
مطالعات هوانوردی آمریکا نشان می‌دهد که یک بهبودی در بهره‌وری سوخت، مستقیماً با افزایش نسبت نیروی برآی به پسا رابطه دارد. (L/D).
بالَک یک نوع دیگر از ضایع‌کننده‌های انرژی در بالَکِ گردابه‌ای است تا به hrust کمک کند. این همکاری اگر چه کم ولی در افزایش عمر یک هواپیما بسیار با ارزش است. بالَک مقاومت جریان گردابی را نیز کم می‌کند. این خصیصهٔ بسیار خوبی است زیرا این جریان turbolance می‌تواند باعث فقدان کنترل و نهایتاً تصادف به ویژه در نزدیکی های فرودگاه شود. جریان گردابی در جائیکه سرعت هواپیما آهسته و نزدیک به باند فرود می‌شود یا انحراف سرعت زیاد است، قوی‌تر است و کمترین فضای مورد نیاز بین هواپیما و فرودگاه وجود دارد. بالَک کوچک گشت‌زنی و سفر در فواصل طولانی مناسبتر است زیرا مصرف سوخت اقتصادی‌تر می‌شود.

## تاریخچه
اولین هواپیمایی که از بالک استفاده کرد Rutan Varieze بود (سال ۱۹۷۵) و اولین فکر ساخت بالک به سال ۱۸۹۷ و امتیاز اختراع آن به Frederick w. Lanchester باز می‌گردد. در ۱۹۰۵ برادران بالک ایده‌ای داشتند که آن استفاده از Blinker (چراغ چشمک زن) روی canard در هواپیمای مدل FlyerIII و بعداً در بالک A بود. پیشگام دیگر در این فناوری دکتر sighard hoerner بود که نوشته-های فنی را در سال ۱۹۵۲ چاپ کرد، در رابطه با نقطه‌هایی روی نوک بال که کانون برآیند جریان گردابی در نوک بال هستند را از روی سطح بال دور کند که این حالت به احترام او Hoernertip (افکندن بال) نامیده شد و سالها در Glider و هواپیماهای سبک از آن استفاده می شد این فناوری بعدها توسط Richard T. Whitcoub گسترش داده شد. Whitcoub یکی از مهندسان ناسا بود که بدنبال افزایش قیمت و ارزش سوخت بعد از ۱۹۷۳ به این طرح علاقه‌مند شد و در هواپیمای Strato tanker kc -۱۳۵ بکار گرفت.
در سال ۱۹۷۷ مجمع هوانوردی تجاری ملی در نمونه نخستین Learjet ۲۸ برای اولین بار از بالک استفاده کرد. و به تدریج در هواپیماهای نظامی و غیر نظامی از آن استفاده شد. این مجمع بدون وابستگی به ناسا طرح بالک را گسترش داد. آزمایش پرواز با بالک و بدون آن نشان داد که بالک برد را در حدود ۶٫۵ درصد افزایش و تعادل را بهینه می‌کند. Learjet، بالک را در این مدلها بکار برد. Lekrjet ۵۵، ۳۱، ۶۰، ۴۵، ۴۰
بالک در جتهای تجاری برای کاهش فاصلهٔ برخاست و همچنین پرواز در شرایط بد آب و هوایی بکار برده شد. در مجموع نصب یک بالک روی یک هواپیمای جدید پس از فروش به فروشنده بازنگری می‌شود تا در یابند مناسب هست یا خیر. بالک در عموم جتها و همچنین در هواپیماهای Turloprob (توربین دار) برای بهبود شکل آیرودینامیکی و شکل ظاهری مورد استفاده قرار می‌گیرد. در هواپیماهای Boeing بیشترین استفاده مجدد از این ترکیبات (بالک) می‌شود. در Glider، بالک میزان و قدرت و اختیار Roll (Roll rate) را افزایش می‌دهد و تمایل برای Stall نوک بال را کاهش می‌دهد که این یک ویژگی برجسته می‌باشد زیرا بالک قابل برداشتن است و می‌توان Glider را بار یک یدک‌کش یا تریلی نمود و در مواقع لزوم دوباره بالک نصب کرد. در اینجا نام چند خط هوایی را که روی فناوری بالک سرمایه گذاری کردند را مشاهده می‌کنید:
Rutan Varieze ۱۹۷۵
اولین محصول Jit که از بالک استفاده کرد. Learjet ۲۸/۲۰ ۱۹۷۷
اولین هواپیمای بی‌موتور که از بالک استفاده کرد.	Glaser – Diks DG – ۳۰۳
اولین هواپیمایی که از Wing Fence استفاده کرد.	Airbus A۳۱۰-۳۰۰ ۱۹۸۵
اولین خط هوایی که از بالک استفاده کرد.	Boeing ۷۴۷- ۱۰۰ ۱۹۸۸
اولین جت مدرن روسی که از بالک استفاده کرد.	Ilushin II -۹
WING FENCE
سازهٔ دیگری به نام WING FENCE وجود دارد که با بالک متفاوت است. WING FENCE از دو سطح توسعه‌یافته روی بالا و پایین wing tip است که سطوح آن کوتاهتر یا مشابه بالک هستند و خصوصیات ایرو دینامیکی مشابهی دارند و معمولاً برای ایرباس ترجیح داده می‌شوند مانند A۳۴۰ و A۳۳۰ اما A۳۵۰ از بالک استفاده شد.
در بعضی از هواپیماها از بالک ترکیبی استفاده می‌شود که این نوع موجب کاهش تداخلی در منطقه اتصال بال و بالک می‌شود. هدف از این کار این است که با ایجاد یک زاویه تند داخلی در این منطقه بتوان با جریان لایه مرزی که باعث ایجاد جریان گردابی و نیروی پسا می‌شود تقابل کند و آن را خنثی نماید و در این مدل بیشتر جنبه‌های بازاریابی و سرمایه‌گذاری دارای اولویت است.
Raked Wingtip
نوکِ بال شمشیری شکل بیشتر در بوئینگ دیده می‌شود. در این مدل نوک بال نسبت به بقیه بال یک عقب‌رفتگی و زاویه به سمت بالا دارد. هدف از این خصوصیت بهبود بخشیدن به بهره‌وری مصرف سوخت و بالا بردن راندمان مصرف سوخت و کوتاه کردن باند فرود برای برخاست است و مانند بالک اثر Aspect Ratio را افزایش
می‌دهد و جریان گردابی را تقریباً از بین می‌برد. پسا، القایی را ۵٫۵٪ کاهش می‌دهد در حالیکه بالک معمولی ۴٫۵٪- ۳٫۵٪ این پسا را کاهش می‌دهد. در بعضی مواقع یک کاهش در Wing span معمولاً اثر بیشتری دارد نسبت به بالک با درازای یکسان اما ممکن است در اداره کردن آن روی زمین مشکل پیش بیاید. چند نمونه از هواپیماهایی که از Rakedwing استفاده کردند:
Boeing p-8 poleidon
Boeing 747-8f
Boeing 747- 8I
Boeing 767- 400 ER
Boeing 777- 200 LR
Boeing 777 Freighter
Boeing 787-8
Boeing 787-9
Air bus A350- 800 XWB
Air bus A350- 900 XWB
Air bus A350- 1000 XWB
 Non- Planar Wingtip
non- planar معمولاً زاویه‌ای دارد رو به بالا که Dihedral بال را افزایش می‌دهد. در نوک بال این فرایند مزیت کنترل بیشتر بالک را به دنبال دارد. non- planar معمولاً Sweep back هستند و عقب رفتگی دارند همچنین ممکن است با یک بالک ترکیب شوند. طراحان، بالهای non- planar با Dihadral ساده را بعد از جنگ جهانی دوم بکار گرفتند و در ۱۹۹۰ شکل ایرودینامیکی نوک بال را با یک زاویه قائمه کوچک در ناحیه انتقال بهبود بخشیدند.
طراحان ناحیه انتقال را از Chord نوک بال تا بالک chord باریک کردند و یک خمش به عقب در ناحیه انتقال ایجاد کردند تا بالک در بهترین مکان قرار بگیرد.
ترکیب بالک و non- planar مصرف سوخت کاهش می‌یابد. نمونه‌هایی از هواپیماهایی که از non- planar بدون بالک استفاده کردند:
Schempp- Hirth Discus- ۲b
Schempp- Hirth Duo Discus
Air bus A۳۵۰ Xwb
در توربین‌های بادی هم از بالک استفاده می‌شود که باعث ایجاد سروصدای کمتر می‌شود. در هلی‌کوپترها هم نوک ملخ را تیز می‌سازند و به آنها شکل ایرودینامیکی می‌دهند تا هم قطر دهم پارازیت را کاهش دهند و هم جریان گردابی را در طول حرکت در روی زمین و Take off و هم در حالت سکون در پرواز (هوا) کاهش دهد و این ابزار موجب کاهش صدمه ناشی از کثیفی و سنگریزهایی که در جریان جریان گردابی بلند می‌شوند خواهد شد.